# Саша Зимонич
Саша Зимонич (на сръбски: Саша Зимоњић) е бивш сръбски футболист роден на 9 април 1978 г. в Чачак, бивша Югославия.
Играл като полузащитник Зимонич прекарва голяма част от кариерата си в бивша Югославия. През 2003 г. играе за кратко в Левски София. В чужбина играе още за гръцкия Паниниос и шведския Мелбю.